# Heiner Meulemann
Heiner Meulemann (* 26. Oktober 1944 in Wörth an der Donau) ist ein deutscher Soziologe.
Nach dem Studium der Soziologie (Diplom-Abschluss) war Meulemann von 1971 bis 1975 Wissenschaftlicher Assistent an der Johann Wolfgang Goethe-Universität Frankfurt am Main, wo er 1974 zum Dr. phil. promoviert wurde. Anschließend war er Wissenschaftlicher Assistent an der Universität zu Köln und habilitierte sich während dieser Zeit (1983) an der Universität Frankfurt für Soziologie. Von 1983 bis 1985 übernahm er die Vertretung einer Professur in Frankfurt; das hatte er 1980/81 bereits an der Universität-Gesamthochschule Duisburg getan. Meulemann war von 1986 bis 1989 Professor für Soziologie an der Katholischen Universität Eichstätt, von 1989 bis 1995 Professor an der Heinrich-Heine-Universität Düsseldorf und ist seither Professor für Soziologie an der Universität zu Köln.

## Schriften (Auswahl)
- Soziale Herkunft und Schullaufbahn, Campus-Verlag, Frankfurt am Main/New York 1979.Arbeitsbuch zur soz.wissenschaftl. Methodenlehre.PDF
- Bildung und Lebensplanung, Campus-Verlag, Frankfurt am Main 1985.Bildung Lebensplanung.PDF
- Werte und Wertewandel, Juventa-Verlag, Weinheim 1996.
- Soziologie von Anfang an, [Erstauflage 2001], 2. überarbeitete Auflage, VS, Verlag für Sozialwiss., Wiesbaden 2006, ISBN 978-3-531-33742-5.Einführung in Themen, Ergebnisse und Literatur.PDF